# NGC 442

NGC 442

NGC 442 هي مجرة تتبع كوكبة قيطس. اكتشفها لويس سويفت في 21 أكتوبر 1886.

## روابط خارجية
- NGC 442 على موقع ويكي سكاي: DSS2, SDSS, GALEX, IRAS, Hydrogen α, X-Ray, Astrophoto, Sky Map, Articles and images